# SAS (program)

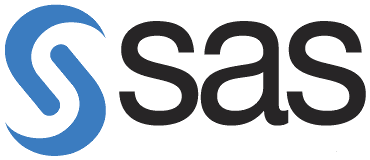
Logo SAS Institute

SAS, Statistical Analysis System – środowisko stworzone przez SAS Institute.
Funkcjonalność obejmuje m.in.:
- import i przetwarzanie danych, wyszukiwanie informacji, zarządzanie danymi oraz eksploracja danych,
- generowanie raportów i grafiki,
- analizę statystyczną,
- niezależność od platformy systemowej, możliwość prowadzenia zdalnych obliczeń.

SAS jako środowisko programistyczne umożliwia programowanie w różnych językach, w zależności od potrzeb: 
- SAS 4GL – najpopularniejszy język w środowisku SAS,
- SQL – język zapytań do baz danych,
- SCL (Screen Control Language)[1] – budowa aplikacji okienkowych w środowiskach graficznych, np. Windows, XWindow,
- makra,
- możliwość integracji z językami[2] C, COBOL, FORTRAN, PL/I, IBM assembler.